# قائمة الخرائط التاريخية
فيما يلي قائمة بالخرائط التاريخية البارزة الموجودة.

## خرائط العالم المبكرة
- خريطة العالم البابلية (مخطط الأرض المسطحة على لوح طيني، حوالي 600 قبل الميلاد).
- نزهة المشتاق في اختراق الآفاق (1154).
- خريطة العالم للمزامير (1260).
- خريطة بيوتينجر (1265، خريطة العصور الوسطى للإمبراطورية الرومانية، يعتقد أنها تستند إلى مواد مصدر القرن 4).
- مابا موندي هيرفورد (حوالي 1285، أكبر خريطة من العصور الوسطى معروفة حتى الآن).
- خريطة مكسيموس بلانودس (حوالي 1300)، أقدم تحقيق موجود لخريطة العالم لبطليموس (القرن 2).
- جانجنيدو (كوريا، 1402).
- خريطة العالم بيانكو (1436).
- خريطة فرا ماورو (حوالي 1450).
- خريطة بارتولوميو باريتو (1455).
- خريطة جنوة (1457).
- خريطة خوان دي لا كوزا (1500).
- كانتينو الكرة الأرضية (1502).
- خريطة بيري ريس (1513).
- خرائط دييب (حوالي 1540 - 1560).
- خريطة العالم مركاتور 1569.
- ثيتروم أوربيس تيراروم (أورتيليوس، هولندا، 1570–1612).
- كونيو وانغو كوانتو (1602).

## أطالس بارزة
- أطلس مايور (بلاو، هولندا، 1635–1658).
- أطلس كلينكه (1660).
- أطلس مايور (بلاو، هولندا، 1662–1667).
- أطلس كاري الإنجليزي الجديد والصحيح (لندن، 1787).
- أندريس ألجيمينر هانداتلاس (ألمانيا، 1881-1939، في المملكة المتحدة باسم تايمز أطلس العالم، 1895).
- تايمز أطلس العالم (المملكة المتحدة، 1895).
- راند ماكنالي أطلس (الولايات المتحدة، 1881 إلى الوقت الحاضر).
- ستيلرز هانداتلاس (ألمانيا، 1817–1944).
- أتلانتي إنترناسيونالي ديل تورينغ كلوب إيتاليانو (إيطاليا، 1927).
- أطلس ميرا (الاتحاد السوفيتي/روسيا، 1937).

## خرائط إقليمية مبكرة
- مصر القديمة:
  - خريطة تورين للبرديات (حوالي 1150 قبل الميلاد).
- رسم خرائط أوروبا:
  - كارتا بيزانا (القرن الثالث عشر).
  - أطلس كوربيتيس (مجموعة من الرسوم البيانية البورتولانية في أواخر القرن الرابع عشر).
- رسم الخرائط الصينية المبكرة:
  - دا مينغ هونيي تو (خريطة صينية من عهد أسرة مينغ في أواخر القرن الرابع عشر).
- خرائط روسيا:
  - خريطة غودونوف (1667).
- خرائط الدول الاسكندنافية:
  - كارتا مارينا (حوالي 1530).
  - ديت كونجيليج دانسكي سوكورتاركيف (1784).
- رسم الخرائط الفرنسية:
  - خرائط كاسيني (1756–1789)
- رسم خرائط الهند:
  - مسح الهند (1767).
  - المسح المثلثي الكبير (1802-1858).
- خرائط كوريا:
  - هايدونغ سامغوكدو
- رسم الخرائط في سويسرا:
  - خريطة دوفور (1863).
  - خريطة سيغفريد (1895–1926).
- رسم الخرائط للولايات المتحدة:
  - أمريكاي سيف كوارتاي أوربيس بارتس نوفا وإكساكتيسيما ديوصفيو (1562).
  - خريطة جديدة وصحيحة للولايات المتحدة الأمريكية الشمالية أبيل بويل (1784).
  - صموئيل أغسطس ميتشيل (1867).
  - هيئة المسح الجيولوجي الأمريكية، البرنامج الوطني لرسم الخرائط الطبوغرافية (1884).
  - أطلس حرب التمرد (1895).
- خرائط المملكة المتحدة:
- بريتانيا (جون أوجيلبي، 1670–1676).
- التثليث الرئيسي لبريطانيا العظمى (1784–1853).